# Godži

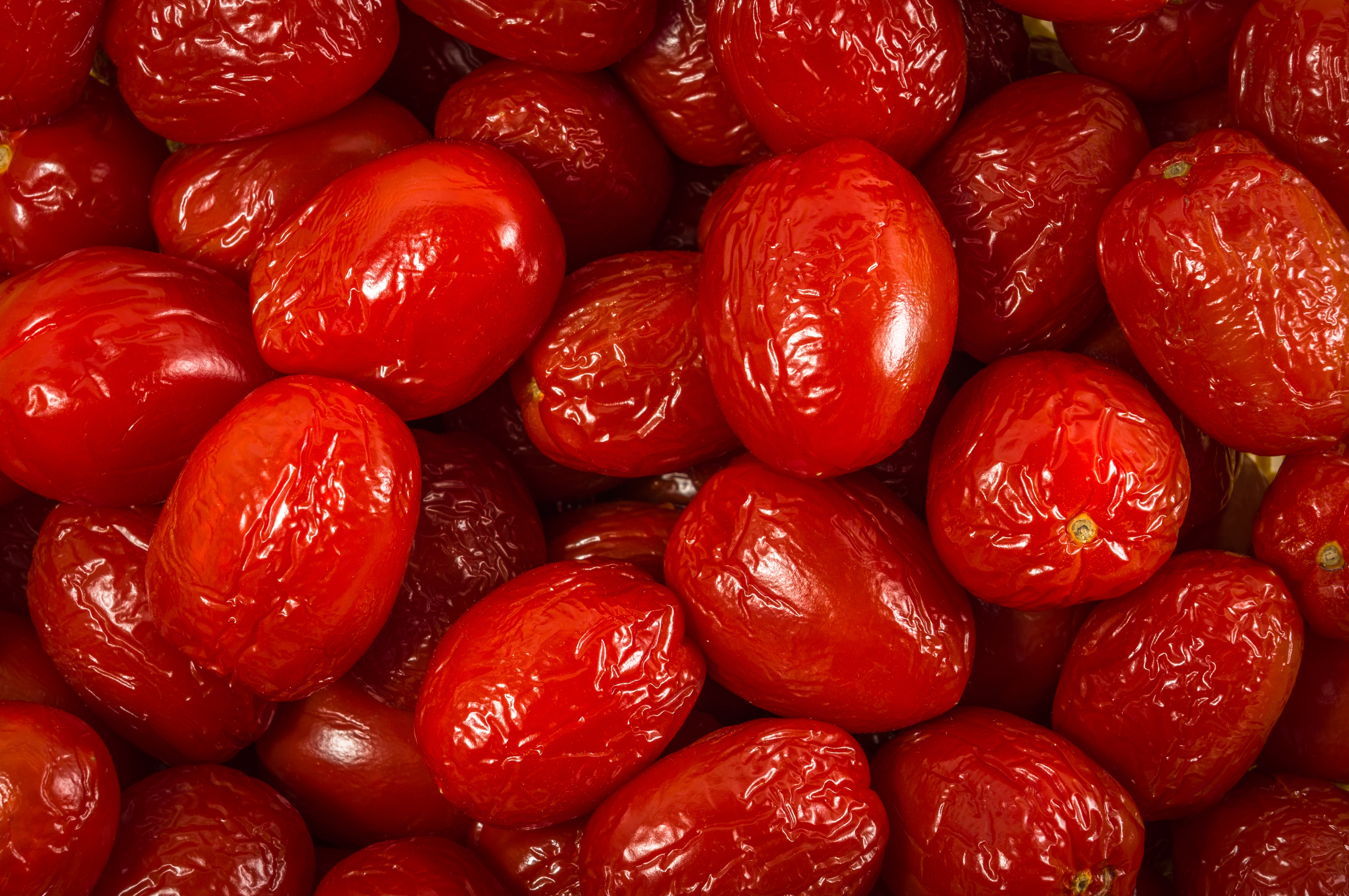
Godži

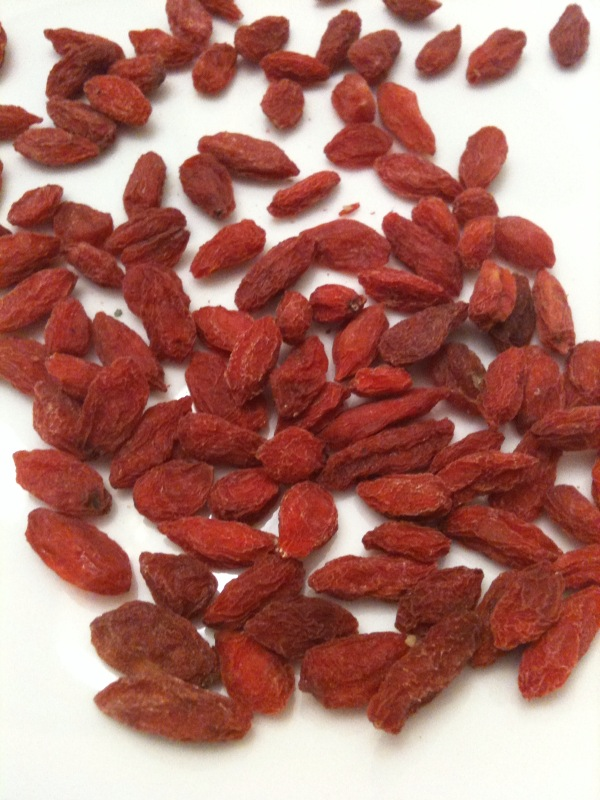
Sušené godži

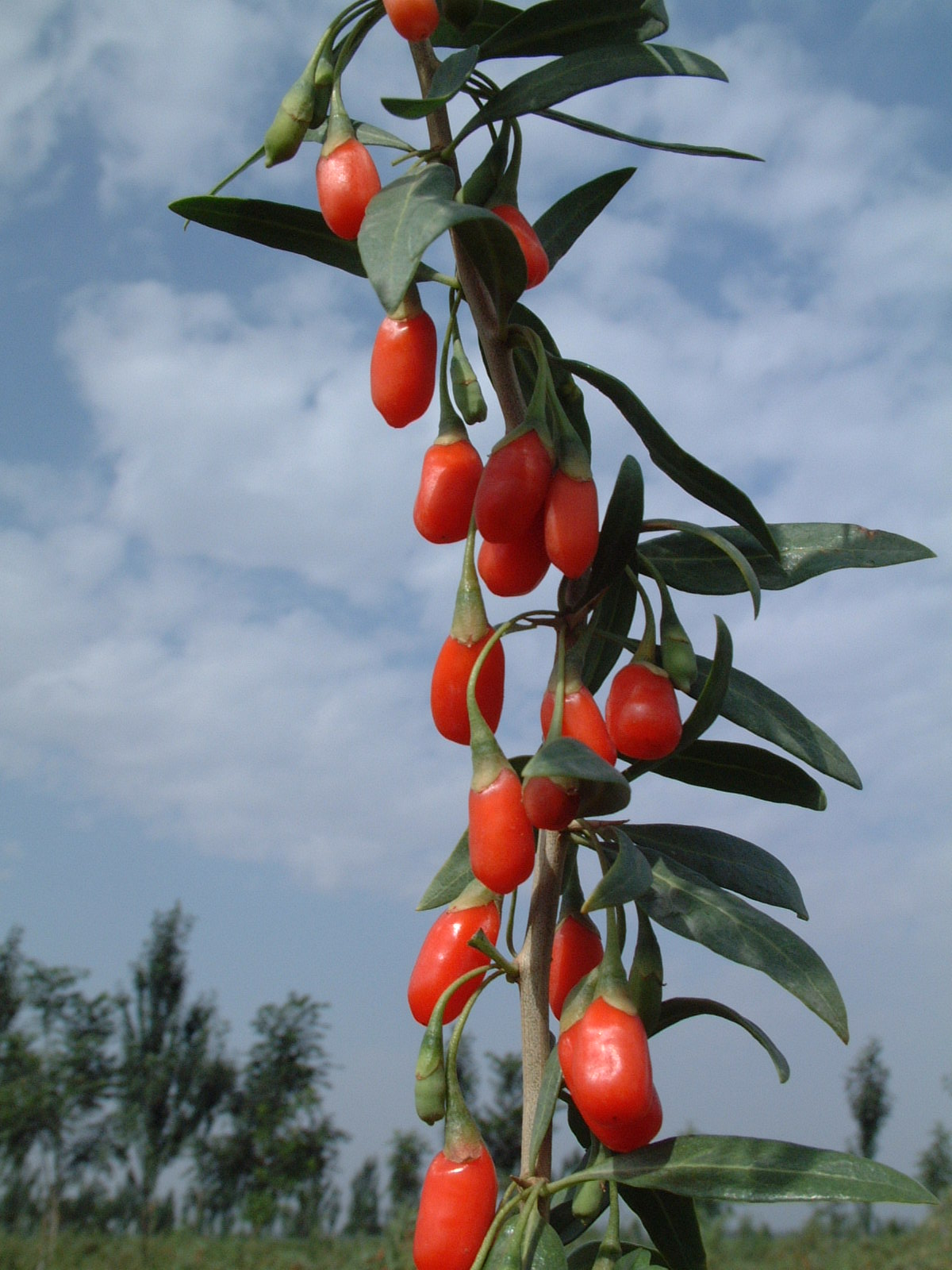
Plodící kustovnice cizí na plantáži v čínské oblasti Ning-sia

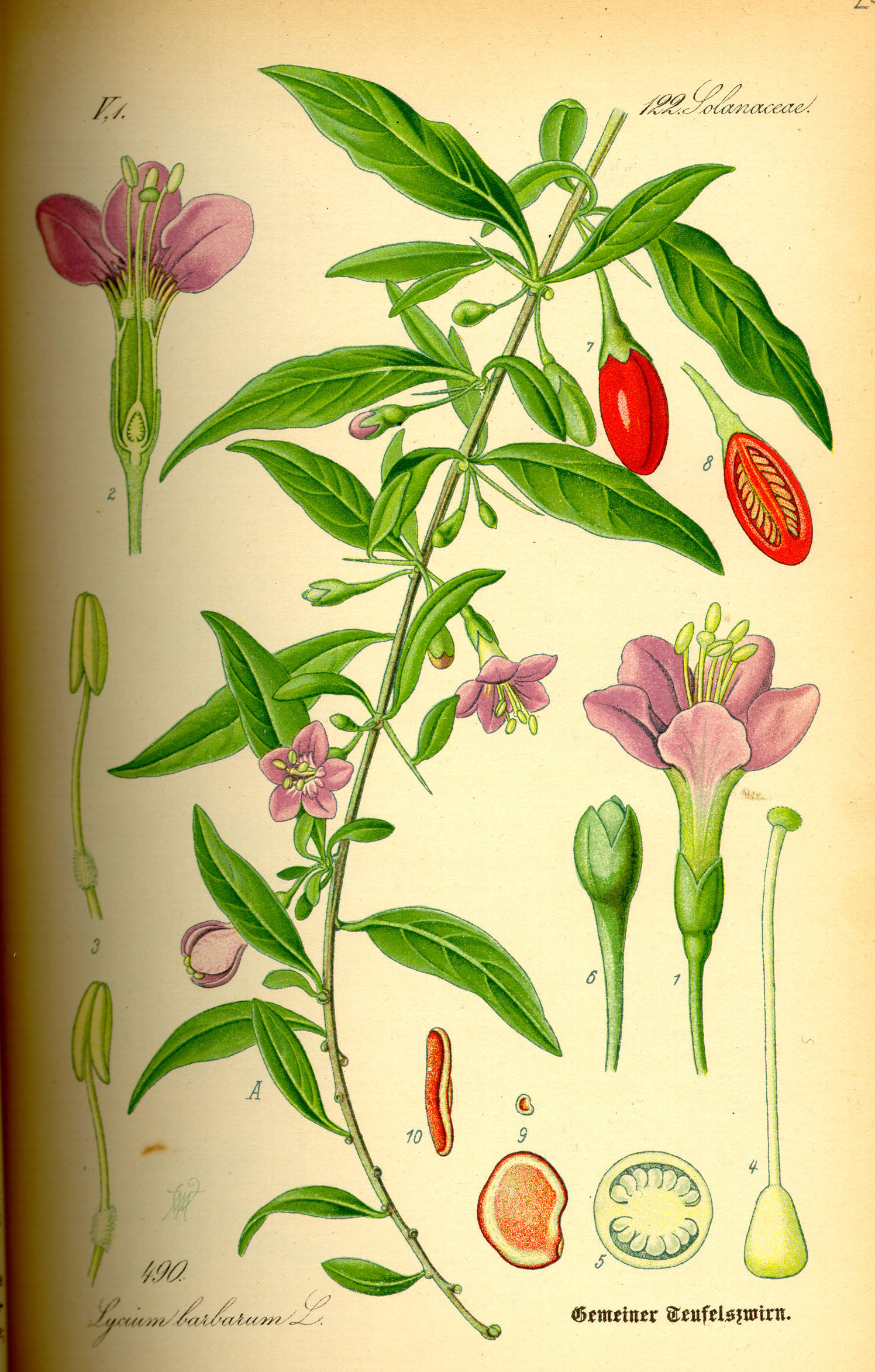
Ilustrace kustovnice cizí z roku 1885

Godži (goji) jsou plody dvou druhů kustovnice, kustovnice cizí (Lycium barbarum) a blízce příbuzné kustovnice čínské (L. chinense). Kustovnice jsou opadavé keře s jednoduchými střídavými listy a pravidelnými purpurovými květy, řazené do čeledi lilkovité a pocházející z Asie. Pěstují se zejména ve střední a severní Číně. Plody a mladé listy jsou v asijských zemích součástí jídelníčku, plody a kůra kořenů jsou využívány v místní medicíně. Na přelomu tisíciletí se godži objevilo i na trhu v Evropě a Severní Americe a od té doby jeho obliba stoupá. V České republice jsou sušené plody běžnou součástí sortimentu obchodů se zdravou výživou a potravními doplňky. V některých jiných zemích jsou nabízeny též džusy s obsahem šťávy z godži.
Medicínské studie potvrdily řadu léčivých účinků plodů kustovnice, pro které jsou v asijské medicíně využívány již po celá tisíciletí. Zároveň se kolem tohoto produktu točí celá řada mýtů a omylů, a to jak v identitě rostlin, oblasti a způsobu jejich pěstování a sběru, tak i co se týče proklamovaných účinků a obsahových látek. Prodávané plody také často obsahují stopy různých pesticidů.

## Kustovnice a jejich plody
Godži jsou plody dvou blízce příbuzných druhů kustovnice, a sice kustovnice cizí (Lycium barbarum) a kustovnice čínské (L. chinense). Oba druhy jsou opadavé keře s jednoduchými listy, dorůstající obvykle výšky 0,5 až 2 metry. Mají pravidelné, purpurově zbarvené květy nálevkovitého tvaru. Plodem je žlutooranžová až červená dužnatá bobule. Plody jsou vejcovité až podlouhlé a obsahují 4 až větší počet žlutých nebo žlutohnědých, plochých semen. U kustovnice cizí jsou 0,4 až 2 cm dlouhé a 0,5 až 1 cm široké a semena jsou větší (2,5 až 3 mm). Kustovnice čínská mívá ve volné přírodě plody asi 0,7 až 1,5 cm dlouhé a 5 až 8 cm široké. U pěstovaných rostlin bývají větší, až 2,2 cm dlouhé a 1 cm široké. Také var. potaninii má větší plody, až 2,5 cm. Semena jsou jen asi 2 mm dlouhá. Za zralosti se plody uvolňují z vytrvalého zeleného kalichu a opadávají. Velikost a tvar plodů a množství semen jsou u různých kultivarů kustovnice cizí odlišné. Některé v Číně v současné době pěstované kultivary jsou hybridogenního původu.
Oba druhy kustovnice jsou si značně podobné. Hlavní rozlišovací znaky spočívají v poměrné velikosti květních částí, tvaru kalicha a ochlupení koruny, dále ve vzrůstnosti rostlin, tvaru listů a velikosti semen. Většina rostlin pěstovaných a nabízených jako kustovnice čínská je ve skutečnosti kustovnice cizí.
Sušené plody godži jsou oranžovočervené a mají svraštělý povrch. Chutí poněkud připomínají rajčata. Vůně může připomínat datle, rozinky nebo sušené brusinky a lze v ní rozeznat i sladké lékořicové tóny.

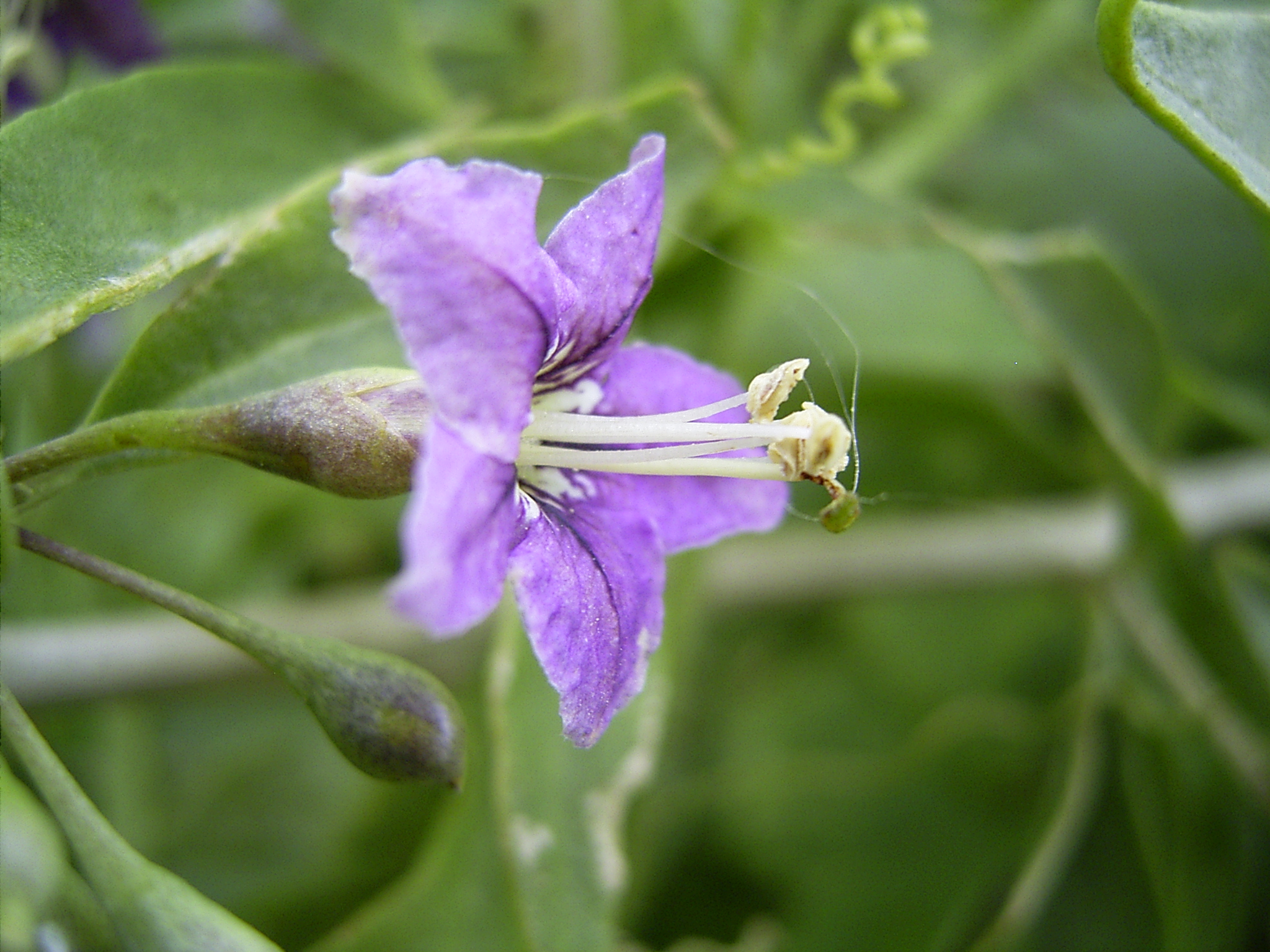
Detail květu kustovnice cizí
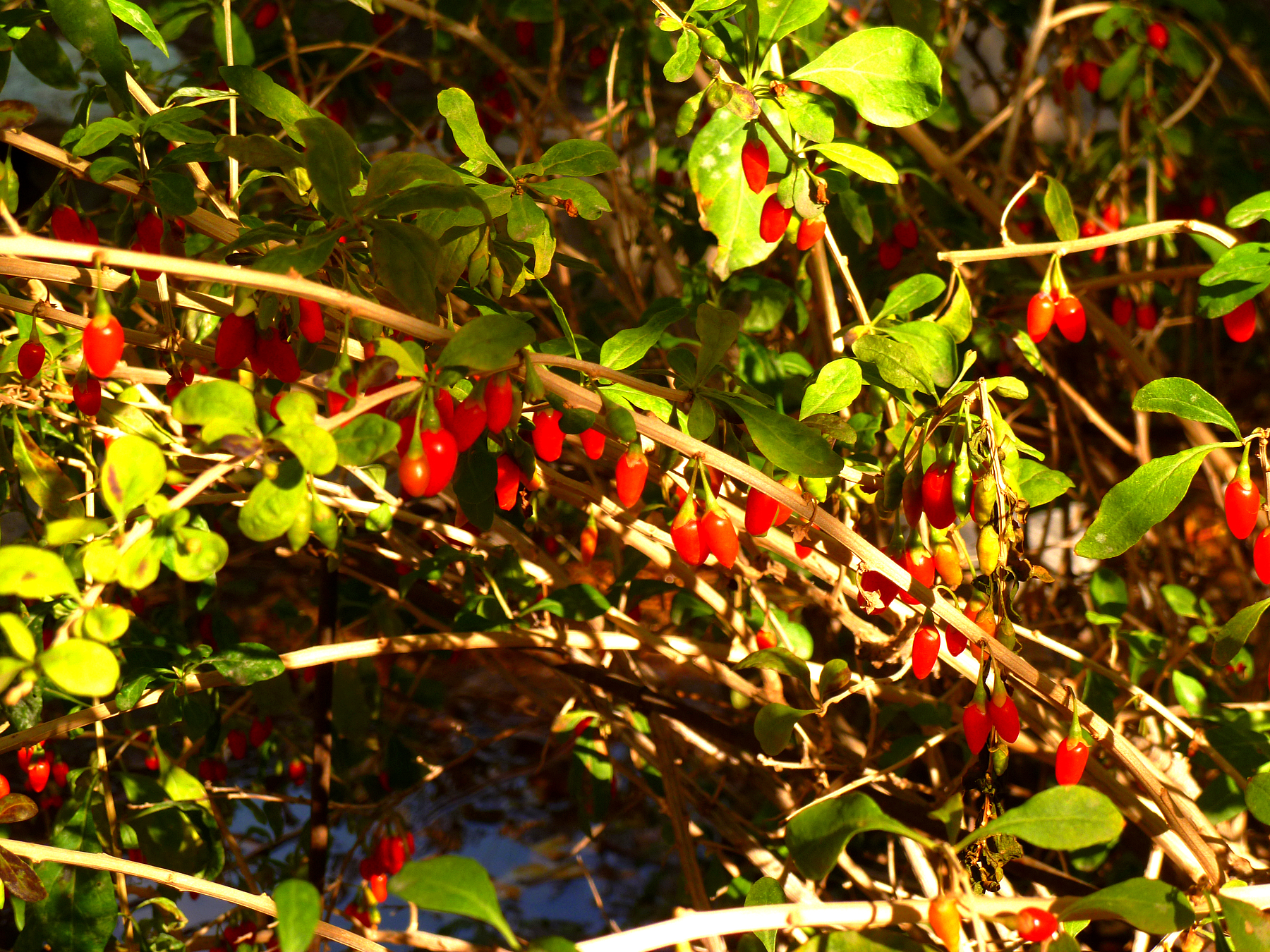
Plodící kustovnice čínská
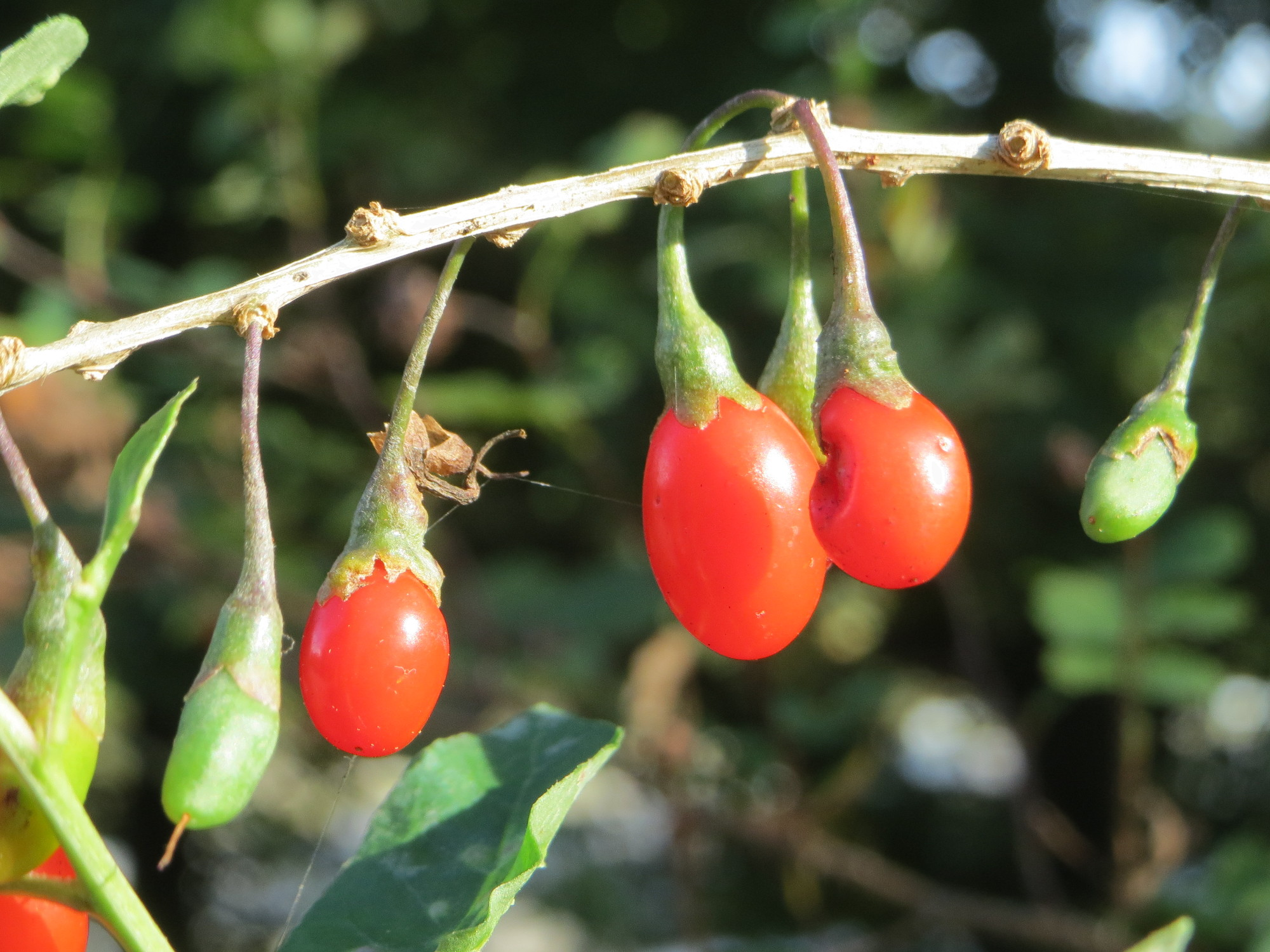
Detail plodů kustovnice cizí
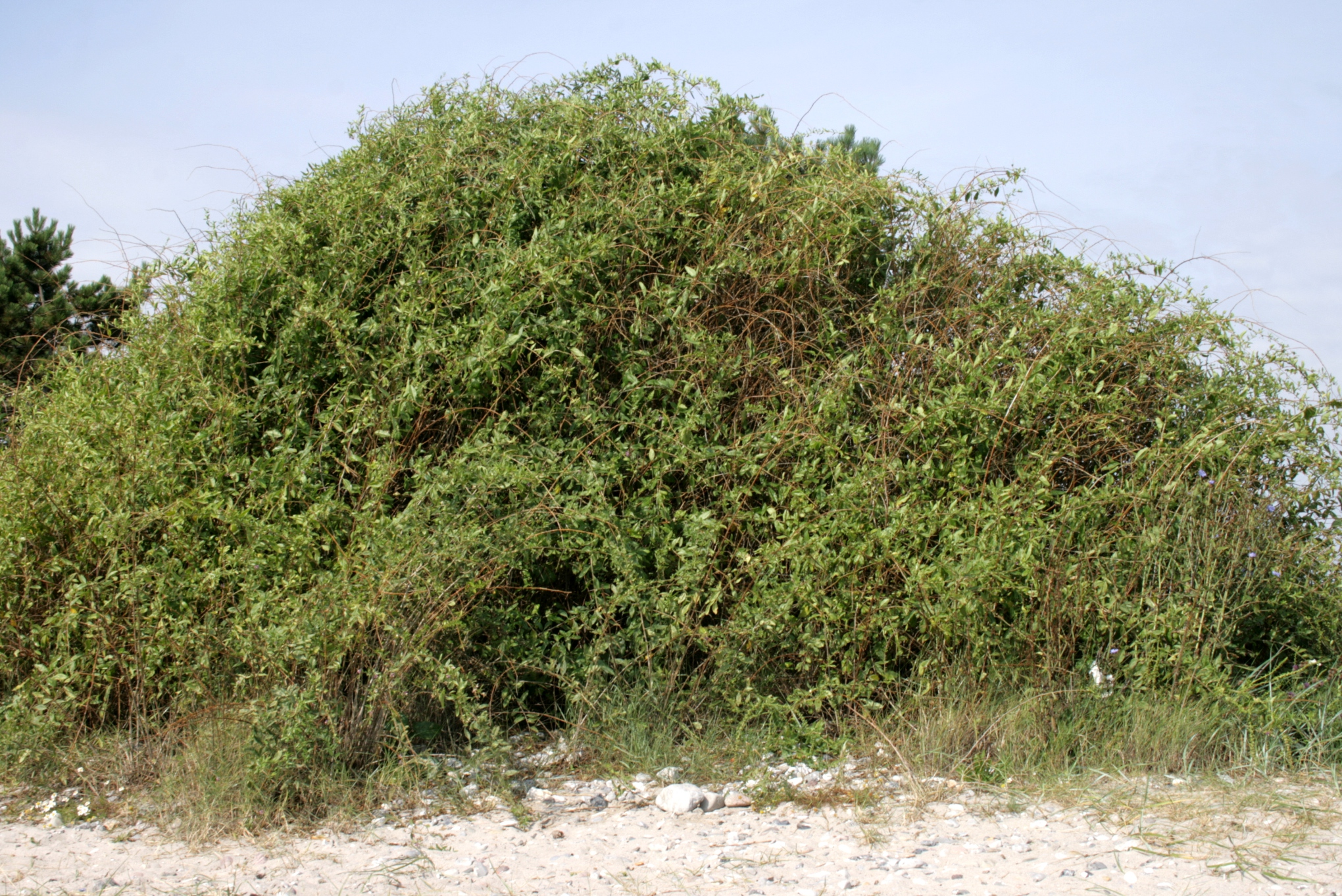
Vzhled volně rostoucího keře kustovnice cizí

## Původ a rozšíření kustovnice
Jako země původu kustovnice cizí je zpravidla uváděna Čína, některé zdroje však jako původní areál rozšíření uvádějí oblast jihovýchodní Evropy a Malé Asie. V současné době se vyskytuje zdomácnělá v teplejších oblastech Evropy, Asie a Severní Ameriky a v severní Africe. Ve své domovině (v Číně) roste zejména v křoviskách, pustinách, zasolených místech, podél cest a v okolí lidských sídel. Je rozšířena od teplejších oblastí mírného pásu po subtropy. V České republice se vyskytuje roztroušeně až hojně v celém termofytiku a v teplejších oblastech mezofytika. Roste zde na druhotných stanovištích, zejména na okrajích cest, na rumištích a neudržovaných místech, podél zdí apod., zejména na sušších, zásaditých, lehkých, živinami bohatých půdách. Kustovnice čínská se vyskytuje v Asii od jihozápadní Asie přes Čínu a Mongolsko po Japonsko a Thajsko. O původnosti druhu v různých částech tohoto areálu není dostatek informací. V Evropě občas roste jako zdomácnělá.

## Obsahové látky
Mezi hlavní účinné látky v plodech kustovnice náležejí polysacharidy a karotenoidy. Paleta obsahových látek je poměrně široká. Dále jsou přítomny flavonoidy, volné aminokyseliny, vitamíny, mastné kyseliny, steroidy a různé další látky. Godži je rovněž bohaté na minerální látky. Na rozdíl od většiny jiných lilkovitých rostlin neobsahují dané druhy kustovnice v relevantním množství alkaloidy a ani glykosidy.
Ve 100g sušeného godži je obsaženo celkem 391 kcal energie, 56 g cukrů, 7,4 g vlákniny, 11 g bílkovin a 3,6 g tuků.

### Polysacharidy
Z hlediska účinků nejvýznamnější a nejvíce studované obsahové látky plodů kustovnice jsou polysacharidy, označované zkratkou LBP (lycium barbarum polysacharides), a glykopeptidy, označované jako LBGp. Tvoří asi 5 až 8 % hmotnosti suchého plodu. Jsou to látky rozpustné ve vodě.
Jedná se o komplexní směs, v níž převládají silně větvené heteropolysacharidy, polypeptidy a proteoglykany. Asi 90 až 95 % této směsi molekul tvoří cukerné jednotky. Zastoupena je xylóza, glukóza, arabinóza, galaktóza, manóza, rhamnóza a kyselina galakturonová. Podle některých údajů převládá xylóza a glukóza, podle studie z roku 2010 převládá arabinóza. Rovněž v nich bylo zjištěno celkem 18 aminokyselin. Některé z polysacharidů a glykopeptidů byly izolovány v čisté podobě pomocí chromatografických metod.

### Karotenoidy

Strukturní vzorec zeaxantinu

V suchých plodech godži je obsaženo 0,03 až 0,5 % karotenoidů (pro srovnání, v čerstvé mrkvi je 0,06 až 0,3 %). Tyto látky jsou zodpovědné za oranžovou až červenou barvu plodů a jejich obsah stoupá s tím, jak plody dozrávají. V extraktech z plodů kustovnice cizí bylo zjištěno celkem 11 volných a 7 esterově vázaných karotenoidů. Asi třetinu až polovinu množství těchto látek v dužnině plodů představuje dipalmitát zeaxantinu (průměrně asi 114 mg/100g), dále je přítomen palmitát β-kryptoxanthinu (3,3 až 6,9 mg/100g), monopalmitát zeaxantinu (1,1 až 6,3 mg/100g), volný zeaxantin (0,14 mg/100g), β-karoten (2,4 mg/100g) aj.
V semenech kustovnice cizí představuje 83 % karotenoidů zeaxantin, dále je zastoupen β-kryptoxanthin, β-karoten, mutatoxanthin a malá množství dalších, dosud neidentifikovaných karotenoidů.

### Vitamíny
V plodech kustovnice cizí jsou obsaženy zejména vitamíny B2 (riboflavin), B1 (thiamin) a vitamín C. Obsah vitamínu C se v suchých plodech pohybuje okolo 42 až 49 mg na 100 gramů a je srovnatelný s množstvím obsaženým v citrusových plodech. V čerstvých plodech je obsaženo asi 30 mg vitamínu C na 100 g. Vitamín B1 je obsažen v množství asi 0,35 mg na 100 gramů suché váhy, vitamín B2 0,46 mg. Rovněž je přítomen vitamín E (tokoferol).

### Minerální látky
Plody godži jsou bohaté na minerální látky. Představují v rámci ovoce jeden z nejbohatších zdrojů železa, zinku, manganu, mědi a chromu. V plodech importovaných z Číny byl zjištěn průměrný obsah železa (v mg/kg suchých plodů) 67 mg, zinku 110 mg, manganu 6 mg, mědi 8,3 mg, chromu 0,4 mg. Množství obsažené ve 20 g suchého godži představuje asi 25 % doporučené denní dávky zinku, 18 % mědi, 23 až 32 % chromu a 7 až 17 % železa. V plodech godži bylo dále zjištěno celkem 21 stopových prvků, zejména selen a kobalt.

### Další látky
Z dalších látek jsou přítomny flavonoidy (myricetin, kvercetin, kempferol, rutin aj.), kumariny (skopoletin, kyselina p-kumarová), různé mastné kyseliny, glycerogalaktolipidy, derivát dopaminu lyciumid, deriváty fenolu a pyrrolu aj. Plody kustovnice cizí obsahují 1 až 2,7 % volných aminokyselin, mezi nimiž převládá prolin. Z nebílkovinných aminokyselin je přítomen taurin, kyselina γ-aminobutyrová a trimethylglycin (betain). Plody rovněž obsahují malá množství různých steroidů. Zajímavou obsahovou látkou je L-monomenthyl sukcinát. Je to látka bez chuti s fyziologicky ochlazujícím účinkem na organismus, obsažená také např. v mátě peprné.

## Historie a původ názvu

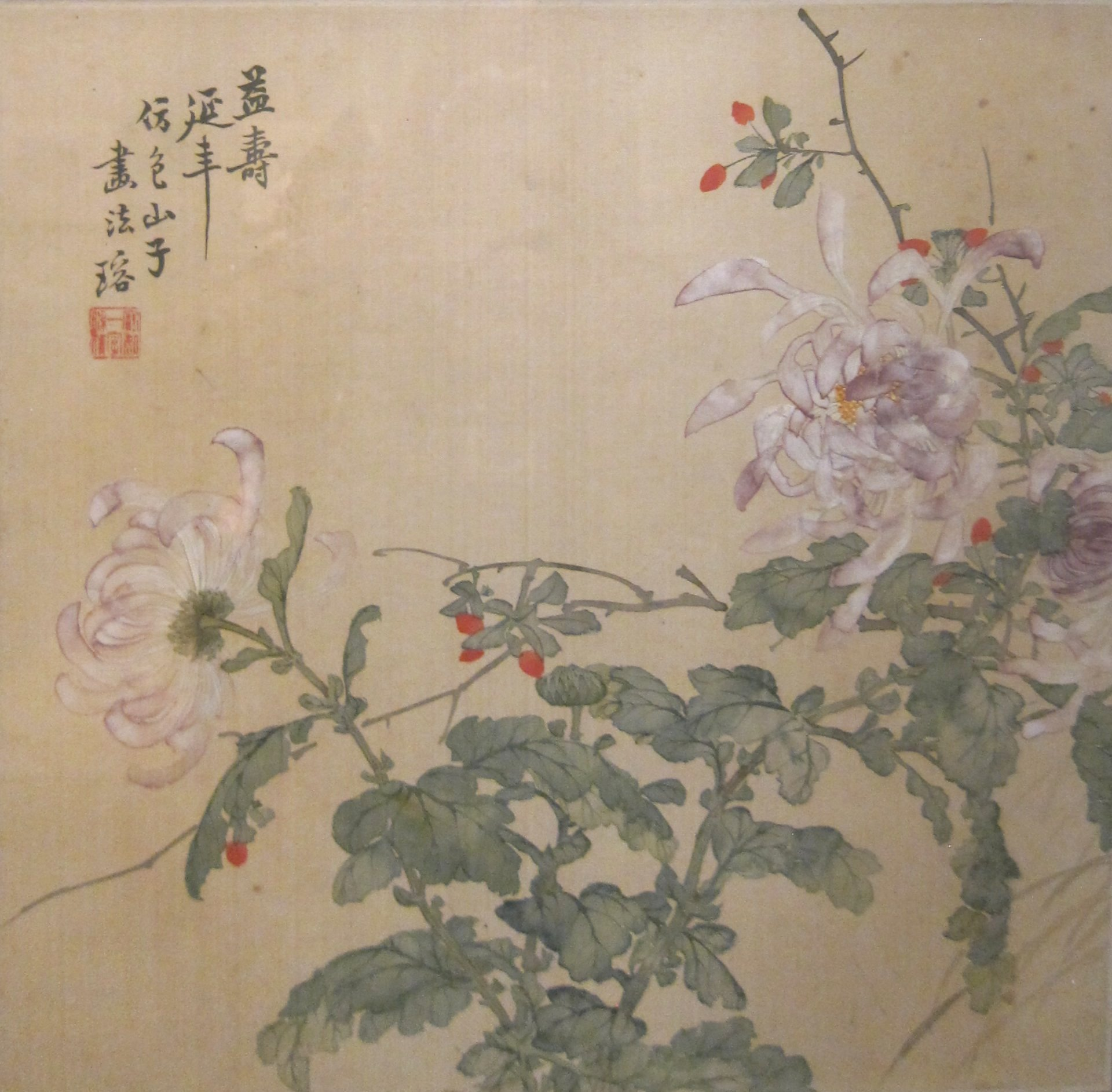
Kustovnice a pivoňka na čínské kresbě z přelomu 19. a 20. století

Godži je v asijské medicíně využíváno již tisíce let. První písemná zmínka je v nejstarší dochované čínské knize o léčivých rostlinách, v díle Šen-nung pen-cchao-ťing (神农本草经) z druhého století před naším letopočtem. Kustovnice je zde uváděna jako jedna ze 120 základních léčivých rostlin. Další zmínky jsou v díle Jao-sing lun (药性论) ze 7. století za doby dynastie Tchang. Podle klasických historických spisů tradiční čínské medicíny godži zejména posiluje energii jin v dráze ledvin a jater, zlepšuje zrak a přispívá k vitalitě a dlouhověkosti.
Používání godži se rozšířilo na sklonku vlády dynastie Ming (14.-17. století), kdy začalo být obecně používáno zejména jako tonikum.
Název godži je odvozen od výrazu pro kustovnici ve staré mandarínštině: gǒuqǐ (枸杞). Ve zjednodušené formě goji se začal v anglofonním světě používat po roce 2000. Následně byl přejat i do českého jazyka.

## Výzkum a konvenční medicína
Plody kustovnice cizí i kustovnice čínské se v medicíně označují shodným názvem Fructus lycii.

### Celkové působení
V letech 2008 až 2009 bylo v USA provedeno celkem 5 randomizovaných lékařských studií, které prokázaly celkové zlepšení subjektivního stavu pacientů při podávání džusu s godži oproti kontrolní skupině, která dostávala placebo. Pacientům byl podáván džus s obsahem godži odpovídajícím 150 g čerstvých plodů po dobu 14 nebo 30 dnů. Účinek se týkal subjektivního pocitu pohody, zlepšení neurologického a psychického stavu a funkcí oběhové, svalové a trávicí soustavy, a to zcela bez vedlejších účinků.

### Antioxidační účinky
Ve vícero studiích in vivo i in vitro bylo prokázáno antioxidační působení plodů kustovnice cizí. Hlavními účinnými látkami jsou v tomto případě polysacharidy, flavonoidy a aminokyselina trimethylglycin (betain). Tyto látky se podílejí na antioxidačním účinku svojí redukční kapacitou, tvorbou chelátů s ionty kovů a vychytáváním volných radikálů. Bylo prokázáno ochranné působení na oční rohovku před oxidativním poškozením při onemocněních jako je glaukom, retinální ischémie a cukrovka. V případě plodů kustovnice čínské bylo studií méně, hlavní antioxidační účinek se zde projevuje v ochraně jaterních buněk, související s obsaženými flavonoidy.

### Stimulace imunitního systému
Ve studiích in vitro bylo zaznamenáno komplexní stimulující působení na imunitní systém, zahrnující podporu množení splenocytů (buněk imunitního systému, tvořících se ve slezině) a T-lymfocytů (ve studiích in-vitro i in-vivo na myších) a podporu vyzrávání dendritických buněk a zlepšování jejich imunogenicity. Mají rovněž kladný význam pro expresi některých genů, vedoucí k tvorbě molekul důležitých pro funkci imunitního systému.

### Protirakovinné působení
Plody kustovnice cizí mají při léčení rakoviny potenciál zejména jako adjuvans, tedy prostředek zesilující imunitní reakci organismu na určitý antigen.
Ve studii na myších bylo prokázáno protirakovinné působení určité frakce polysacharidů z plodů kustovnice cizí, a to konkrétně na sarkom (nádor pojivové tkáně). Toto působení bylo spojeno se zvýšenou fagocytózou, zvýšenou tvorbou lymfocytů ve slezině, aktivitou T-lymfocytů a expresí IL-2 mRNA genu. In vitro bylo prokázáno též působení vodního extraktu proti nádorovým buňkám lidských jater (hepatocelulární karcinom), které se projevovalo stimulací apoptózy a inhibicí množení (proliferace) těchto buněk. Podkožně aplikované polysacharidy z kustovnice navíc při pokusech na myších snižují úbytek bílých i červených krvinek při chemoterapii či ozařování nádorů.

### Toxicita, vedlejší účinky a kontraindikace
Plody kustovnice jsou zcela nejedovaté, což je potvrzeno dlouhou historií užívání i toxikologickými testy. Jejich požívání nemá vedlejší účinky a není znám žádný případ předávkování či otravy. Nedoporučuje se užívání při krvácivých onemocněních a hypoglykémii. Byly zaznamenány ojedinělé případy interakce s léčivým přípravkem warfarinem, projevující se sníženou srážlivostí krve. U alergiků se může objevit alergická reakce, projevující se zejména kopřivkou a dalšími kožními projevy. Přichází v úvahu zejména u osob alergických na tabák, rajčata, broskve nebo ořechy. V některých zdrojích se nedoporučuje užívání kustovnice v průběhu těhotenství, a to kvůli stimulujícímu účinku na dělohu. O bezpečnosti užívání v průběhu kojení nejsou dostupné žádné informace. Určité riziko může pocházet ze záměny plodů s některými jinými, toxickými druhy lilkovitých rostlin. Z rostlin volně rostoucích v České republice má podobné plody například lilek potměchuť.
V literatuře (např. v díle Květena ČR) jsou občas zmínky o tom, že plody kustovnice cizí jsou jedovaté. Za účinnou látku je označována nebílkovinná aminokyselina trimethylglycin (betain). V toxikologických studiích však byla tato látka shledána netoxickou, a to i ve vysokých dávkách.
V roce 1989 byla publikována studie, v níž byl popsán obsah jedovatého atropinu v plodech indického godži, dosahující 0,95 %. Pozdější studie plodů kustovnice pocházejících z různých oblastí potvrdily pouze stopový obsah atropinu, dosahující hodnot maximálně 0,0019 % a tedy z toxikologického hlediska zanedbatelný.

## Godži v Evropě a Severní Americe
Historie obliby kustovnice v Evropě je velmi mladá. Mimo čínskou komunitu se godži začalo objevovat na přelomu tisíciletí a celkem rychle získalo věhlas „superovoce“ s velkou nutriční hodnotou.
V Evropské unii mělo godži zprvu status tzv. potraviny nového typu (novel food), později po přezkoumání dostupných informací a vzhledem k dlouhé historii jeho užívání bylo přeřazeno do kategorie potravin. Obchod s godži jako potravinou byl v Evropě uvolněn mezi lety 2002 až 2007. Jako složka některých potravních doplňků se objevovalo v Evropě již před rokem 1997, v USA o několik let dříve.
V České republice jsou sušené plody godži v prodávány zejména v obchodech se zdravou výživou a potravními doplňky.
V USA i některých jiných zemích je godži často nabízeno ve formě džusu, nejčastěji ve směsi se šťávou z jiného ovoce.

## Význam v Asii
V Asii je godži tradičně využíváno jako léčivo i jako potravina. Dlouhou tradici medicínského využití má zejména v Číně, Vietnamu, Tibetu, Koreji a Japonsku.

### Čínská medicína
V Číně je oficiální drogou pouze kustovnice cizí, v lidové medicíně se však používají oba druhy. V čínské medicíně se plody kustovnice používají zejména jako tonikum k posílení vitality a prodloužení života, ke snížení cholesterolu a krevního tlaku, při léčení ledvinových chorob a k ochraně funkce jater, na závratě a bolesti hlavy, ke zlepšení zraku a léčení očních chorob (např. tupozrakosti), při předčasném výronu semene, na boláky v dolní části těla souvisejícími se slabostí ledvin a k posílení svalů a kostí. V Číně jsou rovněž oblíbené posilující polévky s godži, kuřecím a vepřovým masem, různou zeleninou a dalšími bylinami, jako je divoký smldinec a kořen lékořice.
Nejčastější lékovou formou je odvar ze 6 až 12 g plodů, podávaný ve dvou nebo třech denních dávkách na lačno. Alternativní lékovou formou se lihový výluh s přídavkem medu. Další tradiční lékovou formou je prášek ze směsi godži a dalších léčivých bylin, z něhož se za pomoci medu zhotovují pilulky. Rovněž je součástí různých čajových směsí: ke snížení váhy (v kombinaci s kasií východoasijskou, pornatkou kokosovou, listopadkou indickou a jinými bylinami), proti stárnutí (s kozincem blanitým, lesklokorkou lesklou aj.).
V pojmosloví tradiční čínské medicíny mají plody godži povahu vyrovnanou, chuť sladkou a tropizmus k dráze jater a ledvin.
Jako levnější náhražky pravého godži se na čínském trhu objevují i plody jiných druhů či variet, jako je L. barbarum var. aurantiocarpum, L. chinense var. potaninii, L. ruthenicum a L. truncatum.

### Využití v čínské kuchyni
Godži je v Číně populární i jako potravina. Plody se konzumují čerstvé, sušené nebo zpracované do podoby džusu nebo vína. Jsou také oblíbenou ingrediencí přidávanou do různých rýžových kaší, polévek a masových i zeleninových pokrmů. Mladé listy a výhonky jsou ceněnou zeleninou. Pražené semeno je používáno jako náhražka kávy, z listů se připravuje bylinný čaj.

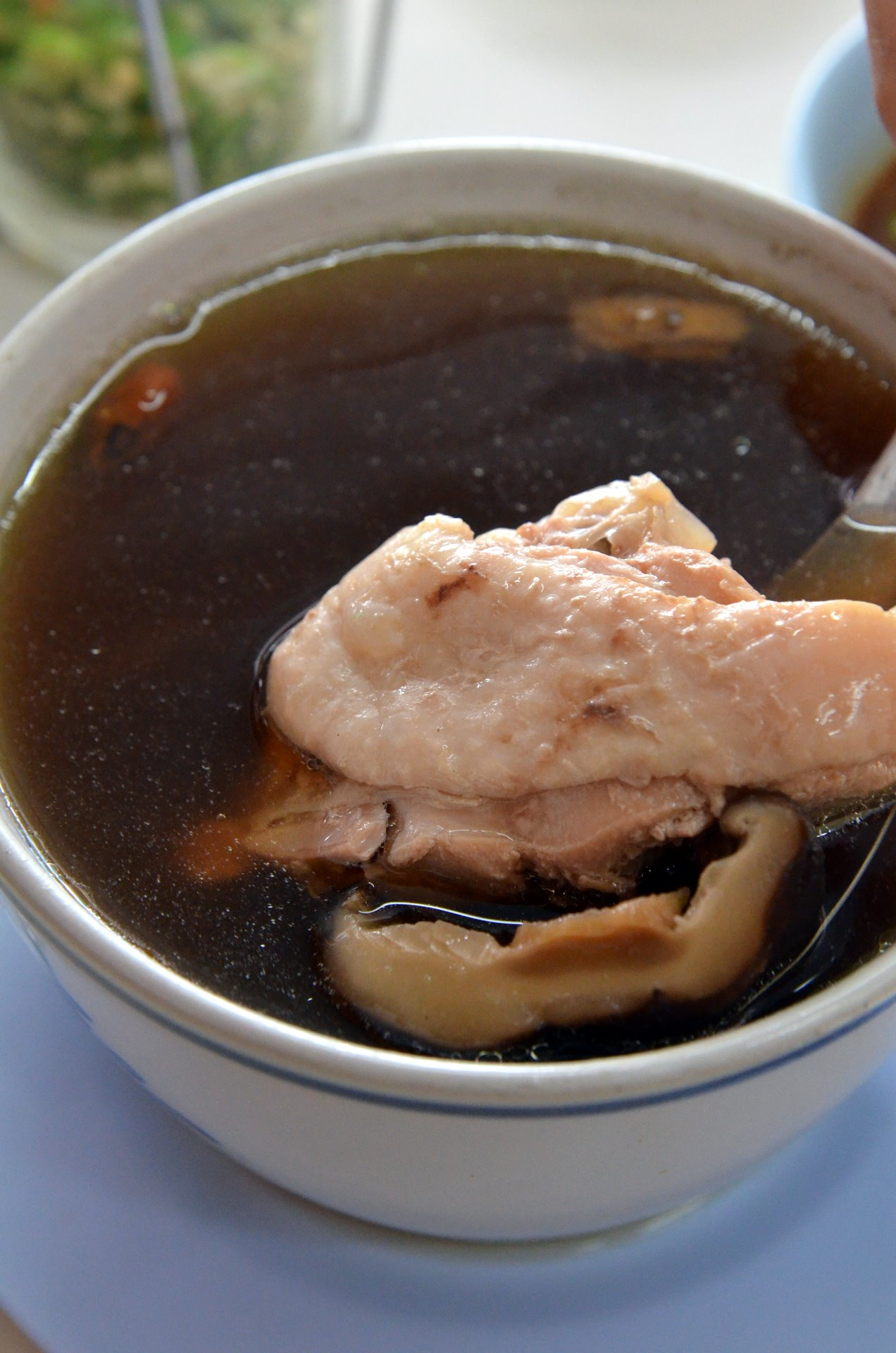
Tradiční čínský kuřecí pokrm s godži
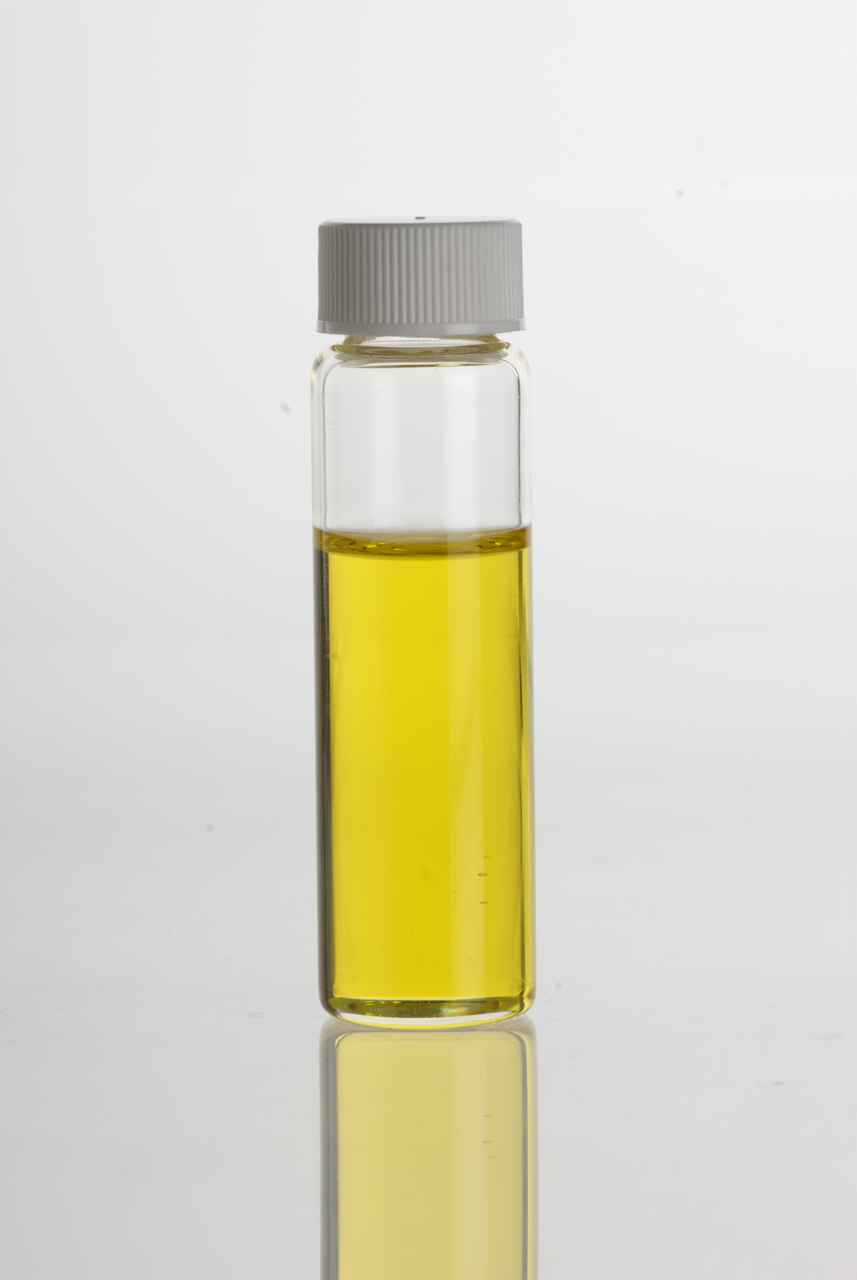
Olej ze semen kustovnice cizí
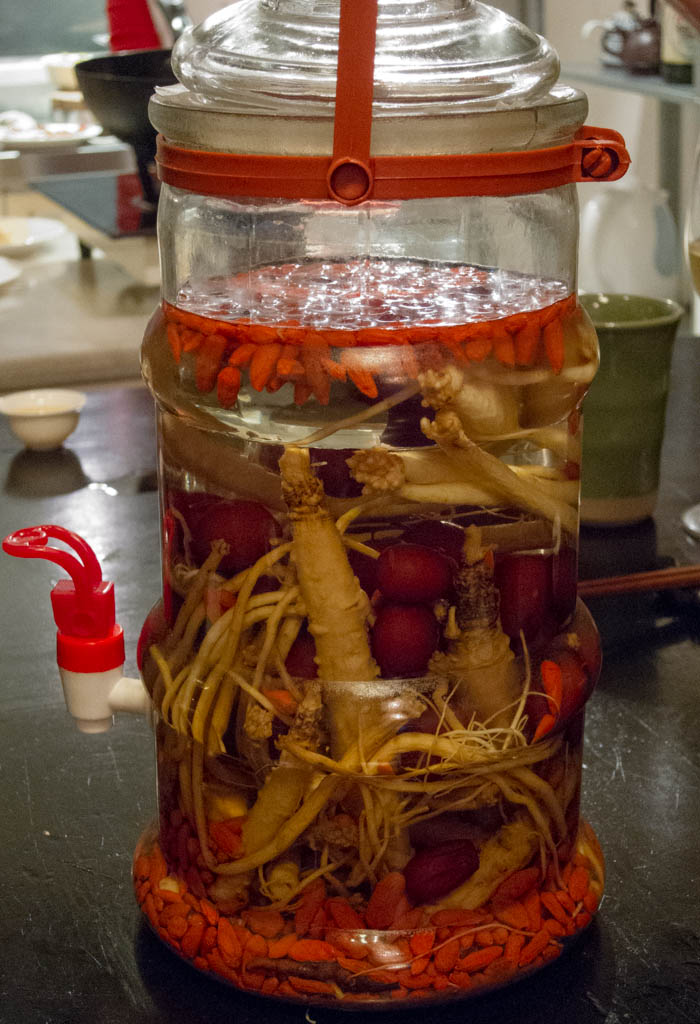
Čínský likér maotai s naloženým godži, ženšenem a slívami

### Vietnam
Ve Vietnamu je kustovnice čínská hojně pěstována zejména pro mladé listy jako zelenina.
Plody se užívají při léčbě celkové ochablosti, impotence, předčasného výronu semene, ischias, tupozrakosti, závratích, cukrovce. Rovněž jsou používány jako omlazující prostředek. Denní dávka 4 až 16 g plodů v podobě odvaru nebo alkoholového výluhu. Kůra kořenů se používá při krvavém kašli, nočním pocení a hematurii. Denní dávka je 6 až 12 g v podobě odvaru.
Plody jsou sbírány od srpna do října, a to v časných ranních nebo pozdně odpoledních hodinách. Suší se nejprve v tenké vrstvě ve stínu, dosušují se na plném slunci nebo v sušičkách při 40 až 45 °C. Kořeny se sbírají na podzim a na jaře, po omytí se z nich loupe kůra, která se suší na slunci nebo v sušičkách.

### Indie
V Indii roste nebo je pěstována kustovnice cizí zejména ve státech Paňdžáb, Rádžasthán, Gudžarát a Maháráštra.
V indické medicíně jsou plody a kůra kořenů kustovnice používány jako prostředek stimulující imunitní systém a zpomalující stárnutí, antioxidant a též prostředek proti množení nádorových buněk.

### Japonsko
V Japonsku jsou plody, kůra a kořeny kustovnice (je uváděna kustovnice čínská) používány při ochablosti, slabosti, nedostatku vitality a podlomeném zdraví. Předpisy a kombinace bylin vycházejí z tradiční čínské medicíny. V kombinaci s listopadkou indickou se používá na zlepšování zraku zejména v souvislosti se stárnutím. Spolu s dalšími 7 bylinami je součástí kombinace Kogikujiougan, předepisované osobám se sníženou vitalitou.

### Korea
Plody kustovnice se v korejské medicíně používají zejména při vyčerpávajícím kašli a ochablosti, stravujících horečkách, edému a vysokém tlaku.

## Omyly a mýty ohledně godži
Godži jakožto produkt na evropském trhu mladý provázejí četné omyly a mystifikace. Prudký nárůst jeho obliby v průběhu posledního desetiletí předběhl tok informací. Omyly a nesprávné informace se týkají zejména samotné identity rostlin, z nichž se godži sklízí, oblasti původu, způsobu pěstování a sběru a také výjimečnosti léčivých účinků a obsahových látek.

### Kustovnice čínská
Godži nabízené na trhu je v převažující míře nesprávně označováno jako plody kustovnice čínské. To však neodpovídá skutečnosti, neboť převážná většina godži pěstovaného v Číně a vyváženého do zahraničí jsou plody kustovnice cizí, případně vyšlechtěných kultivarů, získaných hybridizací kustovnice cizí s vybranými jinými druhy kustovnic. Godži jsou tedy plody té samé kustovnice, která roste běžně zdomácnělá i v teplejších oblastech České republiky.

### Tibetské a himálajské godži
Naprostá většina godži na západních trzích pochází z komerčních plantáží ve střední a severní Číně. Často je však na trhu nabízeno a obchodováno jako tibetské nebo himálajské godži. Jedním z možných důvodů této mystifikace je snaha o odstranění stigmatu znečištěného prostředí, které s sebou nesou produkty z Číny.
V roce 2006 se vypravil novinář čínského deníku South China Morning Post do Tibetu, aby zde zdokumentoval pěstování tibetského godži. To je proklamováno firmou Tibet Authentic jako jediné pravé tibetské godži, sbírané v čisté horské přírodě v regionech Lhokha (Šan-nan) a Ňingthri v jihovýchodním Tibetu. Výsledkem jeho cesty bylo zpochybnění legendy o tibetském godži a o jeho užívání Tibeťany k dosažení dlouhověkosti. Novinář obešel ve Lhase 12 obchodů s tibetskou medicínou, nabízeli mu však pouze godži dovážené z klasické čínské oblasti Ning-sia a o tibetském godži nikdy neslyšeli. Vypravil se i do regionu Ňingthri. Zde sice kustovnice roste, rozhodně však ne ve větším množství a domorodci si jí nijak nepovažují. Navíc se ukázalo, že plody godži jsou firmou Tibet Authentic zpracovávány ve 2000 kilometrů vzdáleném Čcheng-tu v čínské provincii S’-čchuan, které je hlavním centrem zpracování a obchodu s plody godži z čínské oblasti Ning-sia. Odtud jsou naopak plody čínského godži dováženy do tibetských obchodů, a to v množství řádově stovek tun ročně. Celá záležitost s tibetským godži se tak ukázala jako jeden velký podvod. Tanaduk Botanical Research Institute, přímo propojený se společností dovážející godži do USA, zachází ještě dále a popisuje tibetské godži jako zvláštní druh kustovnice, Lycium tibeticum. Takové botanické jméno však nebylo nikdy publikováno. Navíc kustovnici je možno v daných zeměpisných šířkách pěstovat do nadmořské výšky okolo 2000 metrů, což většinu území Tibetu vylučuje.

### Mýty o obsahových látkách
Další soubor mýtů se týká obsahových látek. Na různých stránkách zejména propagačního charakteru se lze dočíst, že godži obsahuje 500× více vitamínu C než citrusové plody (což by odpovídalo, při obsahu vitamínu C v citrusech kolem 50mg/100g, bezmála jedné čtvrtině váhy sušeného godži), že obsahuje 6× více aminokyselin než včelí pyl, celkem 18 (včelí pyl obsahuje nejméně 22 různých aminokyselin a ve větším množství než godži), že obsahuje enormní množství železa – 11 mg na 100 gramů (ve skutečnosti je to asi polovina, což je množství srovnatelné např. se sójovými boby). Rovněž informace o obsahu karotenoidů se často nezakládají na pravdě. V některých zdrojích se uvádí, že godži obsahuje více betakarotenu než mrkev. Ve skutečnosti je v čerstvé mrkvi srovnatelné množství (v hmotnostních procentech) karotenoidů jako v sušeném godži, podíl betakarotenu je však v godži pouze zlomkový a převažuje zde zeaxantin. Také celková antioxidační aktivita je sice dosti vysoká, není však výjimečná. Je srovnatelná s kiwi a brusinkami a nižší než u zralých třešní.

### Organické hospodářství
Ačkoliv je godži poměrně často prodávané jako bio nebo případně jako plody sbírané z divokých rostlin v nedotčené přírodě, převážná většina plodů na trhu pochází z komerčních plantáží. V Číně navíc není bio zemědělství nijak uzákoněno a při pěstování se běžně používají pesticidy. V roce 2010 byl proveden rozbor 26 různých vzorků sušeného godži na obsah pesticidů. Výsledky studie byly závažné. Bylo zjištěno celkem 38 různých pesticidů, v průměru 11 na vzorek. Pouze 6 ze všech vzorků (včetně 2 nabízených jako bio) splňovalo povolené evropské normy pro maximální obsah residuí jednotlivých pesticidů. Překročení normy se ve většině případů týkalo acetamipridu, v ojedinělých případech chlorothalonilu a propargitu. Pesticidy byly rovněž zjištěny ve 4 vzorcích prodávaných jako natural. Rovněž zpráva americké FDA (U.S. Food and Drug Administration) z března 2015 přináší přehled různých pesticidů zjištěných ve vzorcích godži od celé řady dovozců. Mezi zjištěnými pesticidy zde dominuje zejména acetamiprid, fenvalerát, karbendazim, triadimenol a fenpropathrin.

## Oblasti pěstování
Kustovnice je komerčně pěstována zejména v severní a severozápadní Číně. Jedná se převážně o kustovnici cizí. Centrem pěstování je autonomní oblast Ning-sia, dále se pěstuje zejména v autonomní oblasti Sin-ťiang. V menším měřítku se pěstuje i v jiných asijských zemích, dále v Kanadě a USA, Rumunsku, Bulharsku apod.

### Autonomní oblast Ning-sia

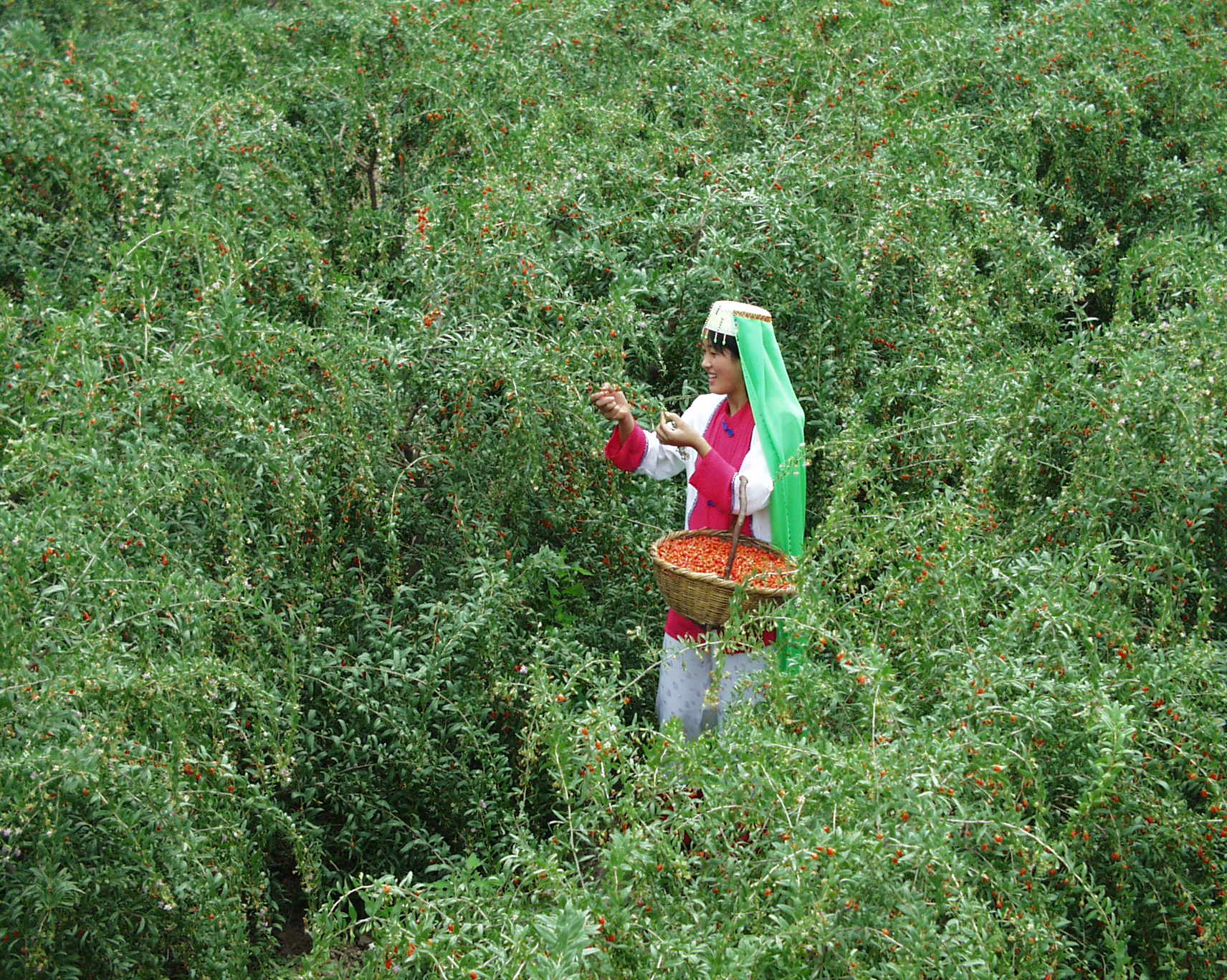
Plantáž godži v oblasti Ning-sia

Asi polovina godži produkovaného v Číně se pěstuje v oblasti Ning-sia v severní Číně. Zdejší godži je zmiňováno již v čínském lékopise Pen-cchao kang-mu (本草纲目) ze 16. století. Půda i klima v této oblasti jsou pro pěstování kustovnice velmi vhodné. Laboratorními testy bylo potvrzeno, že zdejší godži je co do obsahu účinných látek kvalitnější než plody z jiných oblastí. Komerční pěstování bylo založeno vládními projekty v roce 1987. V roce 2000 zde bylo godži pěstováno na výměře 7300 hektarů a roční produkce byla 16 000 tun. Od roku 2005 produkce raketově roste, v roce 2011 to již bylo 90 000 tun na výměře bezmála 50 000 hektarů. Jednotliví pěstitelé v Ning-sia pěstují kustovnici na plochách o výměře 0,08 až 0,8 ha.
Půda v oblasti Ning-sia je sprašová, lehce zásaditá (pH 7-8). Plantáže se zde rozkládají zejména na říčních terasách v údolí Žluté řeky a na okolních svazích. Je zde kontinentální klima s tuhými zimami a suchými a teplými léty.
Vyrábí se zde sušené godži, šťáva, koncentrát, mleté godži a také olej ze semen. Na plantážích se vysazují klonálně množené kulturní kultivary, nikoliv rostliny ze semen.

## Pěstování

### Nároky
Kustovnice jsou nenáročné a odolné dřeviny. Vyžadují plné slunce nebo alespoň polostín. Dobře zakořeněné rostliny snášejí i sucho, jsou však citlivé na přemokření. Rostou v nejrůznější půdě, snášejí půdy chudé i bohaté živinami, písčité, zasolené, jílovité (pokud jsou propustné), kyselé i zásadité. Jsou odolné vůči znečištění a snášejí i blízkost moře. Snášejí mrazy do -23 až -25 °C a letní teploty do 40 °C. Zóna odolnosti je udávána 6 až 9.
Optimální stanoviště pro pěstování kustovnice je v propustné, písčité nebo štěrkovité, živinami středně bohaté, neutrální až lehce zásadité půdě na plném výsluní. Pokud je pěstována pro jedlé výhonky, je vhodná živinami bohatší půda.
V jedné čínské studii bylo zjištěno, že 100mM koncentrace soli v půdě podporuje růst semenáčků, zvyšuje nárůst rostlinné hmoty a také obsah betainu v rostlinách. Dvojnásobná koncentrace již měla spíše negativní efekt. Pro optimální zrání plodů a vysoký obsah účinných látek je potřebné suché a horké léto. Chladnější nebo vlhké letní počasí snižuje jejich kvalitu a v mokru mohou plody praskat.

### Pěstování v Česku

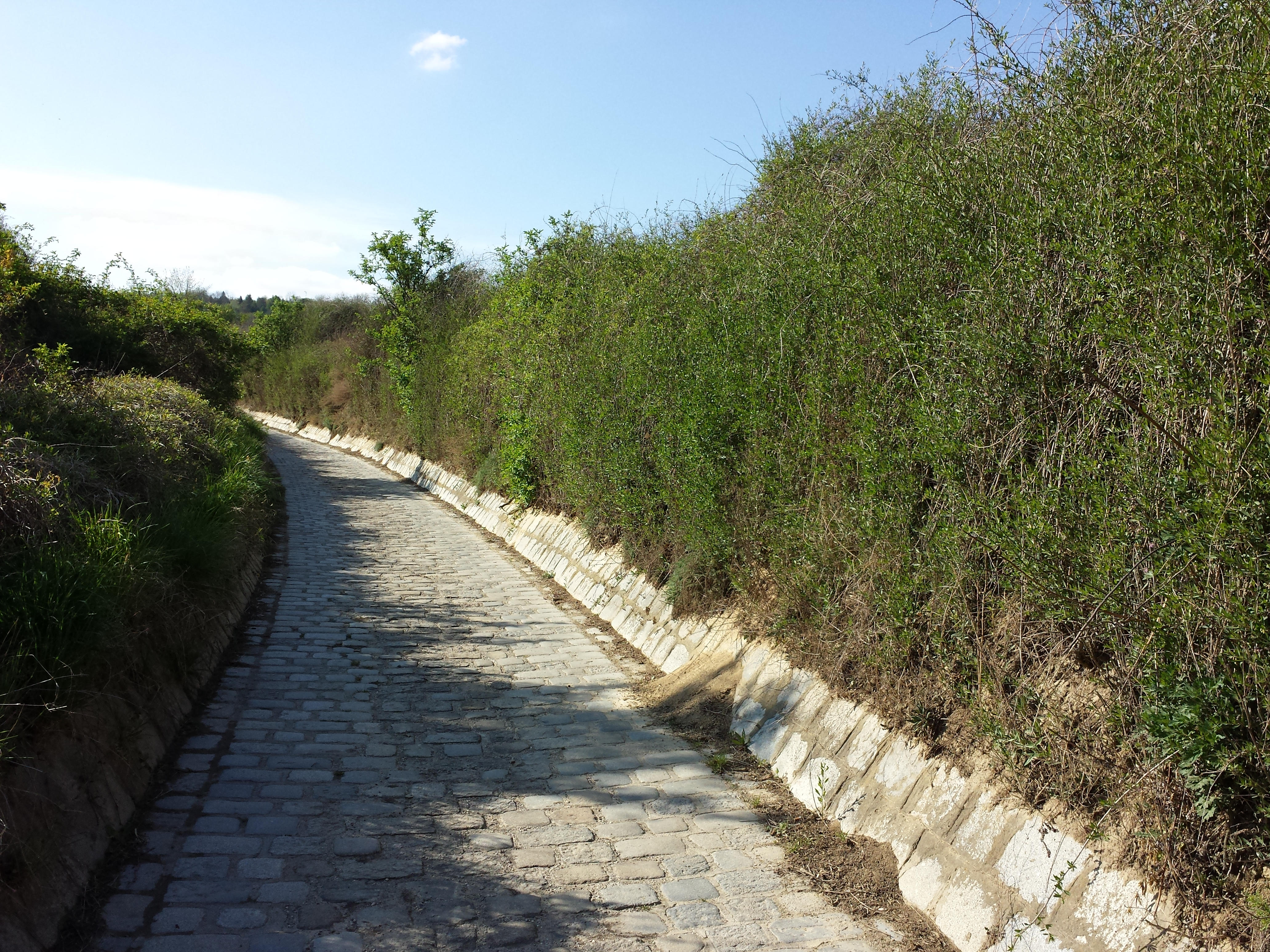
Kustovnice jako invazní dřevina, Rakousko

Kustovnici cizí je možno vysadit kdekoliv, kde je dostatek slunce a nepřemokřená půda. Je použitelná na živé ploty, je možno ji však vysadit i jako solitéru. Dá se použít i na neplodná místa, jako jsou náspy, exponované svahy a rumiště, kde ostatní dřeviny selhávají. Rychle odnožuje a v příznivém prostředí se může stát obtížným plevelem.
Kustovnice cizí kvete od června do srpna, plody dozrávají od července či srpna do října. Květy jsou opylovány zejména včelami. Dobře snáší řez a je schopna obrazit i ze starého dřeva. Řez je nejlépe provádět na jaře. Semena se vysévají na jaře a brzy klíčí. Semenáčky je vhodné v prvním roce přezimovat ve skleníku. Ochotně se množí zelenými řízky od června do srpna nebo zimními dřevnatými řízky, dále odkopky a oddělky.

### Komerční pěstování a zpracování

#### Kultivary
Výzkumné centrum v Jin-čchuan, hlavním městě provincie Ning-sia, je jediná instituce v Číně zabývající se vývojem nových kultivarů kustovnice. Byly zde vyvinuty 4 kultivary, na jejichž vzniku se též podílela hybridizace kustovnice cizí s jinými druhy kustovnic. Nejvíce je pěstován kultivar označovaný 'Ninxia #1', který je vysazen na přibližně 80 % plochy plantáží godži v této provincii a je pěstován i v jiných oblastech. Jeho plody mají nejvyšší antioxidační potenciál. V západních zemích je znám pod označením Lycium barbarum 'Crimson Star'. Ninxia #3 je nový velkoplodý kultivar, odolný vůči suchu. Kultivar 'Ninxia #4' má dužnaté mladé výhonky a byl vyvinut pro sklizeň výhonků. Mají vysoký obsah antioxidantů a chutnají podobně jako špenát.

#### Zakládání plantáží

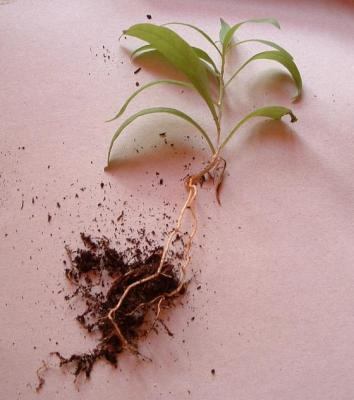
Sazenice kustovnice cizí

Pro zakládání plantáží jsou nejvhodnější zatravněné plochy nebo pole s jednoletými plodinami. Nejvíce vyhovuje zem s třetinovým podílem písku a lehce zásaditou reakcí (pH 8,2-8,6). Hladina spodní vody by neměla být vyšší než 80 až 90 cm pod povrchem. Na podzim nebo na jaře se hnojí organickým hnojivem (2 t/ha), superfosfátem (30-50kg/ha) a potaší (15kg/ha) a poté se hnojivo zaorá. Na jaře nebo v létě se před výsadbou sazenic zem uvláčí a poté se dělají řádky. Na velkých plantážích je optimální vzdálenost mezi řádky 2 až 2,5 metru a sazenice se v řádcích sázejí 1,5 až 2 metry od sebe. Na menších plochách postačí vzdálenost mezi řádky 1,5 metru a vzdálenost rostlin 1 metr. Sazenice se sázejí do vyhloubených děr o hloubce a šířce 20 až 30 cm, na dno je možno dát hnojivo. Poté se zem dobře upěchuje a v každém případě proleje vodou. Zem okolo rostlin je možno pokrýt mulčovacím materiálem.

#### Ošetřování rostlin
Kustovnice nejlépe roste na místech bez konkurenční vegetace, kterou je zapotřebí průběžně odstraňovat. Pro bohatou sklizeň plodů je třeba hnojení. Na jaře se hnojí organickým hnojivem, po sklizni superfosfátem a potaší. V době vegetace je možno též přihnojovat dusičnanem amonným, a to na jaře a na počátku zrání plodů.
Pro snadnou a bohatou sklizeň se keře prořezávají. Tradičně se dává keřům podoba jednokmenného stromku s deštníkovitou převisající korunou. Hlavní prořezávka se provádí na jaře v květnu. Ve druhém roce po výsadbě se vybere nejsilnější kmen a ostatní se odstraní. Mimo udržování výšky se odstraňují dlouhé, bujně rostoucí výhony ("vlky"), které nenesou plody a ubírají rostlině živiny. Protože kustovnice vyhání v průběhu jara a léta velké množství nových výhonů, dělá se ještě letní prořezávka. V případě příliš hustých korun se odstraňují též vybrané plodonosné větve.
Plné sklizně dosahují nově založené plantáže po 3 až 4 letech. Rostliny se 2× až 3× ročně ošetřují insekticidy a fungicidy.

#### Množení
Rostliny se množí řízkováním. Zelené řízky se odebírají v červnu, polotvrdé v červenci až srpnu. Řízky jsou 5 až 10 cm dlouhé a odřezávají se s patkou loňského dřeva. Další možností jsou dřevnaté řízky, sbírané od podzimu do konce zimy a uložené v bezmrazé místnosti k zakořenění. Dřevnaté řízky mají výhodu, neboť rostliny mohou být tentýž rok vysazeny na konečné stanoviště.
K získání semen se čerstvé plody propasírují přes síto a dužnina se odplaví. Ve větším měřítku je možno nechat plody nejdříve zetlít. Semena se skladují nasucho při teplotě 5 °C. Klíčení semen je možno podpořit stratifikací ve vlhkém písku v chladu po dobu 2 až 4 měsíců. Vysévají se v teple (20–30 °C). Semenáčky je vhodné v prvním roce zimovat ve skleníku. Ve 2 letech se přesazují.

#### Sklizeň a zpracování
Plody kustovnice se sklízejí ručně. Vhodná mechanizace nebyla dosud vyvinuta. Poškozením větví a nedozrálých plodů se zároveň snižuje výnos následujících sklizní. V oblasti Ning-sia připadá sklizeň na období od konce června do října. Sklízí se v pěti- až sedmidenních intervalech, celkem asi 16× za sezónu.
Po sklizni jsou plody buď sušeny nebo se dále zpracovávají na šťávy, mošty a podobně. Sušení probíhá nejčastěji po dobu 7 dní v tenké vrstvě na přímém slunci, řidčeji jsou používány sušičky, které poskytují kvalitnější produkt a proces je rychlejší. Sušením se hmotnost plodů snižuje asi na 15 %.

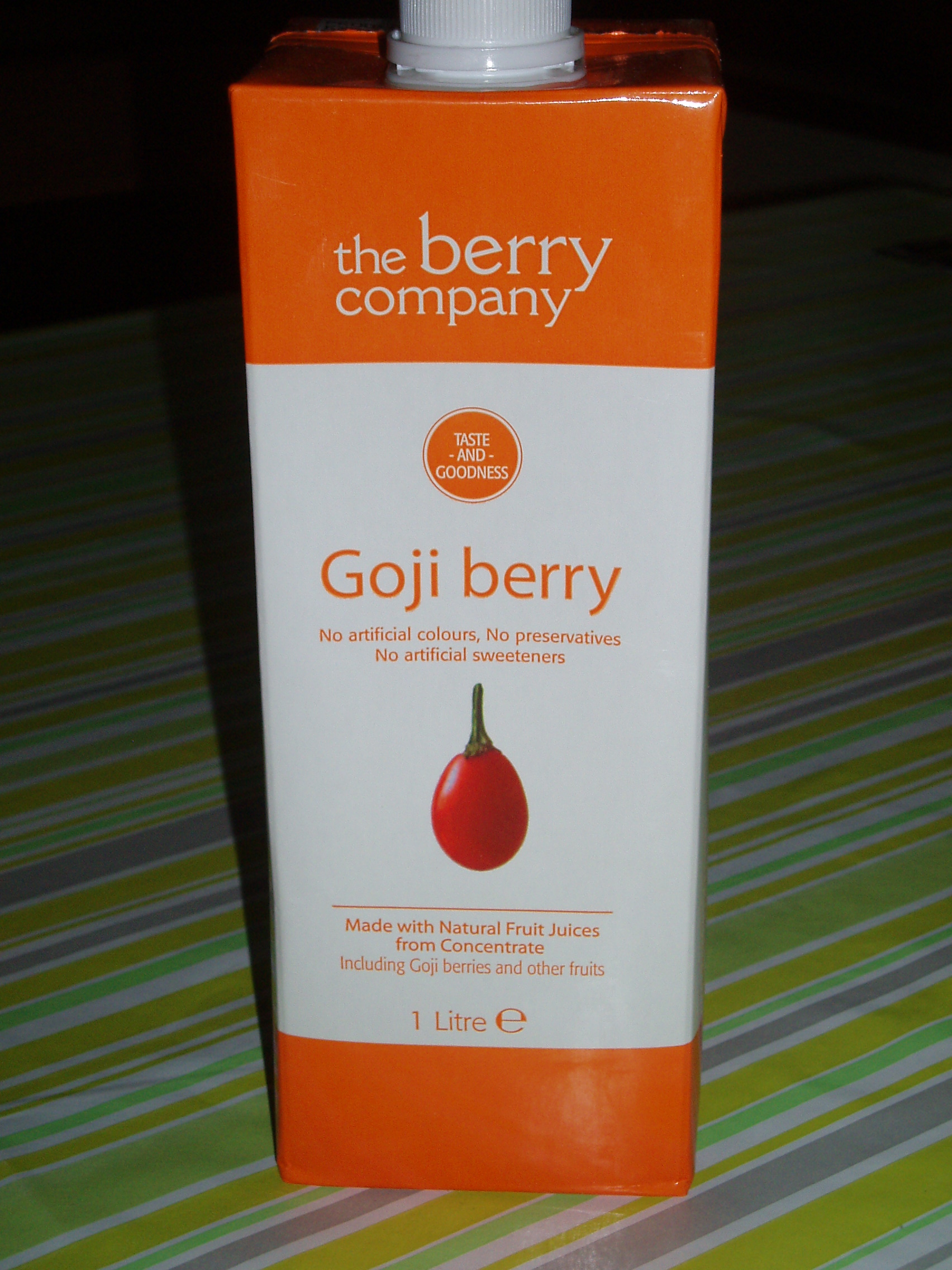
Džus z godži
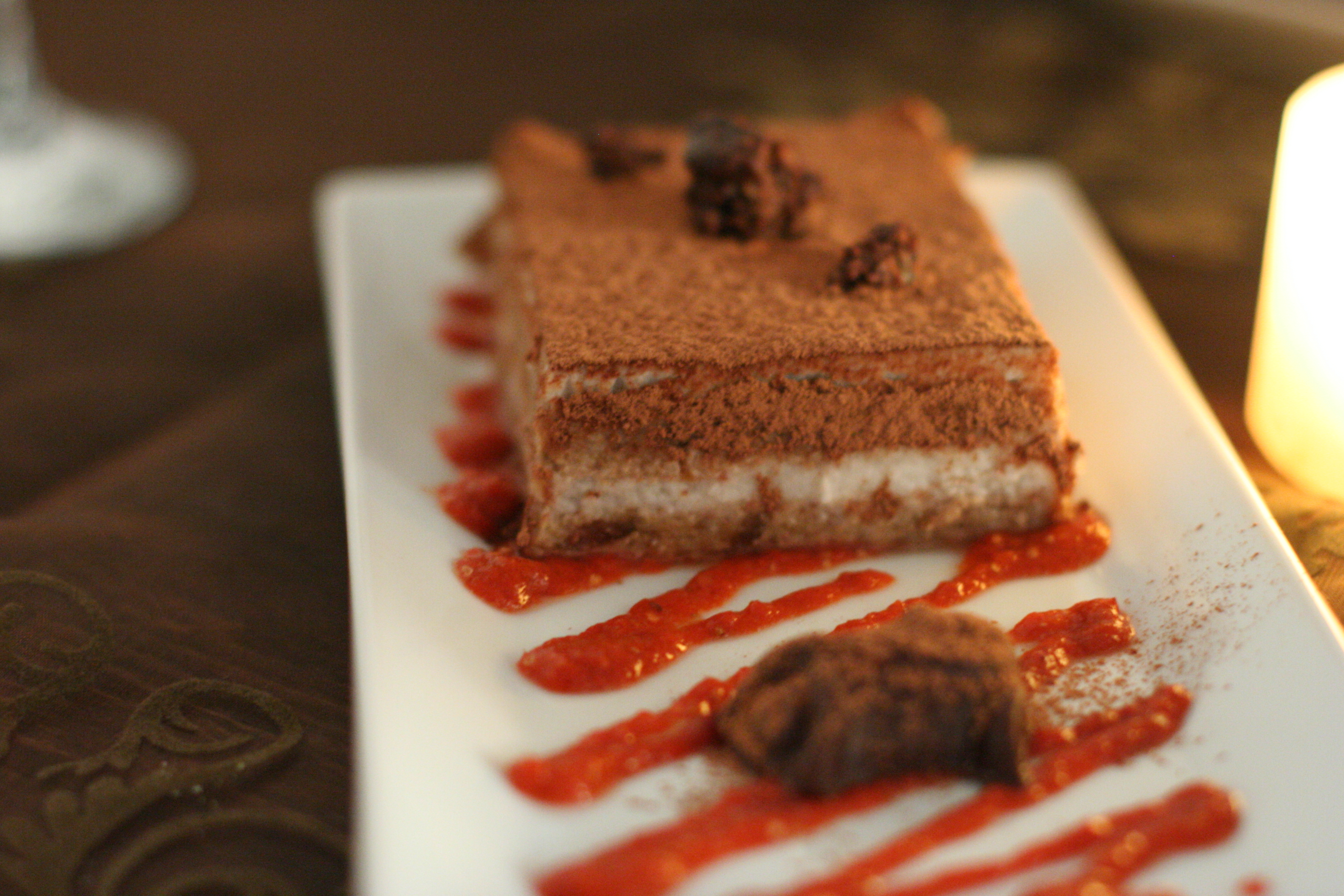
Zákusek tiramisu s godži